# Alexandr Sergejevič Nevěrov
Alexandr Sergejevič Nevěrov (česky též psáno Něvěrov nebo Neverov), rusky Алекса́ндр Серге́евич Неверов, vlastním jménem Skobelev, rusky Ско́белев (30. listopadujul./ 12. prosince 1886greg. Novikovka, Samarská gubernie — 24. prosince 1923 Moskva) byl ruský spisovatel.

## Život
Nevěrovův otec byl zemědělec, bývalý poddůstojník. Později byl ve městě domovníkem. Matka byla negramotná selka. Nevěrov pracoval nejprve v zemědělství, poté byl v Samaře typografem a vystudoval učitelský seminář. Po jeho ukončení byl deset let učitelem. V letech 1906—1908 počal vydávat svoje díla tiskem v místních časopisech.
V roce 1915 byl mobilizován, ale vojenských akcí se ze zdravotních důvodů nezúčastnil. Aktivně se zúčastnil sovětské revoluce. Od roku 1915 se sblížil se Stranou socialistů-revolucionářů (esery), v roce 1919 přestoupil k bolševikům a byl samarského vojenského sovětu. V roce 1921 pobýval v Taškentu a v Samarkandu. Od roku 1922 žil v Moskvě. Zemřel náhle na srdeční záchvat, byl pohřben v Moskvě.

## Posmrtná připomínka
Ke stému výročí narození vydala v roce 1986 sovětská pošta dopisnici se spisovatelovým portrétem.

## Dílo

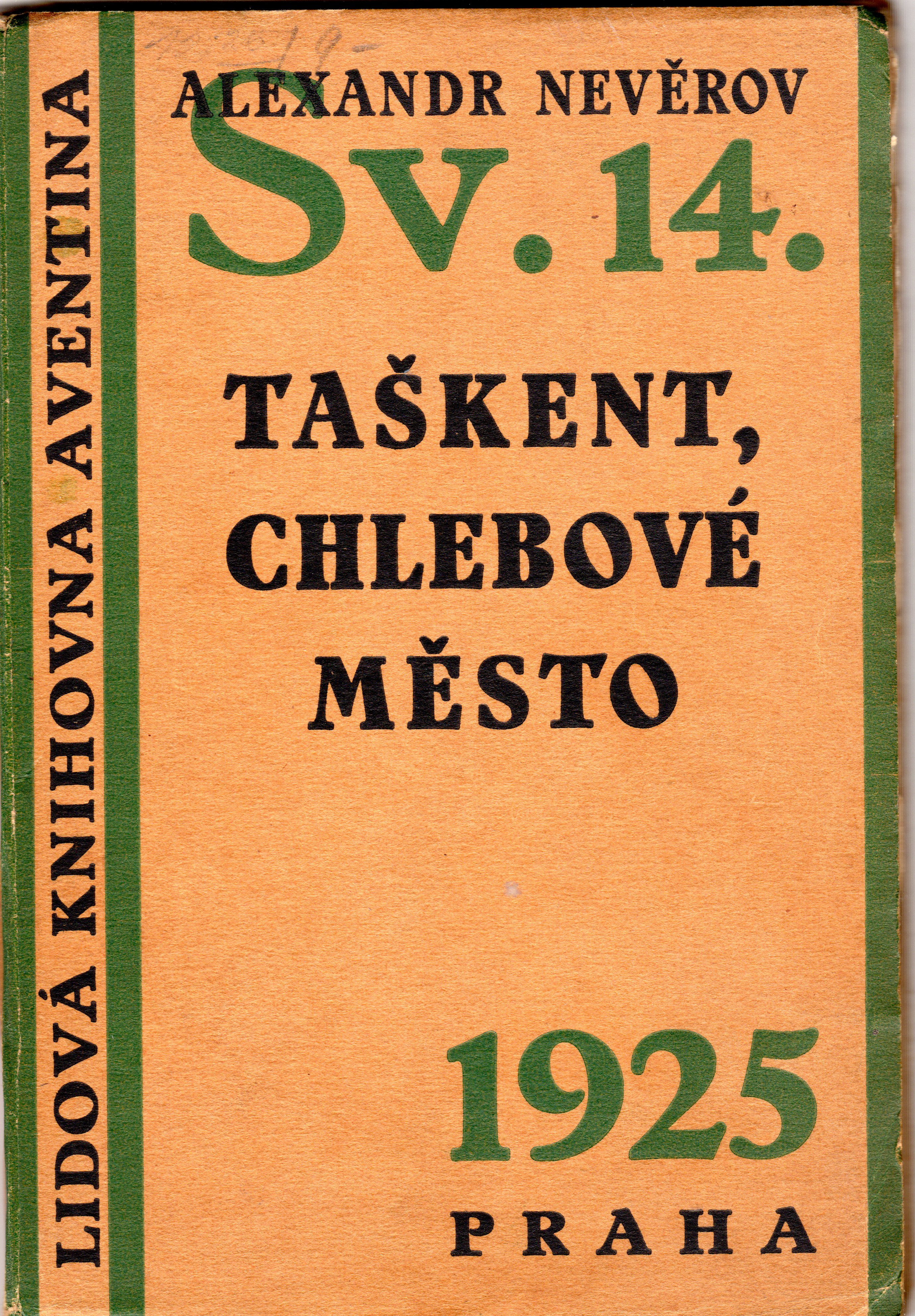
Taškent, chlebové město (obálka 1. českého vydání, Aventinum Lidová knihovna, 1925

### Vydání v ruštině (výběr)
- Дети (Děti, povídka, 1916)
- Красноармеец Терехин (Rudoarmějec Těrechin, povídka, 1919)
- Гуси-лебеди (Husy a labutě, román, 1923)
- Ташкент — город хлебный (Taškent, chlebové město, 1923)

### Divadelní hry
Nevěrov byl autorem nejen povídek a románů, ale i pěti divadelních her. Divadelní prvotina Baby (Бабы), kterou napsal v roce 1919 pro divadlo v Samaře, získala první místo v soutěži v Moskvě. Hra Hlad (Голод) vypráví o hladu v Rusku v porevolučních letech.

### Česká vydání
- Taškent, chlebové město (přeložil Bohumil Mathesius, Praha, Otakar Štorch-Marien, 1925)
- Husy a labutě (přeložil Adolf P. Benešovský, Praha, Josef Šrámek, 1927)
- Taškent - chlebové město (přeložila Eva Dolejšová, ilustrovala Zora Pořická, Praha, Svět sovětů, 1959)

Nejznámějším, do češtiny dvakrát přeloženým dílem je vyprávění Taškent, chlebové město. V něm se dvanáctiletý Miška z vyhladovělého Povolží doslechnul, že v Taškentu je dostatek levného obilí, opustil rodinu a vydal se s kamarádem na cestu, aniž by tušil, jak daleká a náročná je tato cesta. Příznivý posudek právě vycházející knize uveřejnil její překladatel Bohumil Mathesius v Rozpravách Aventina, současně jako spisovatelův nekrolog.

## Zajímavost
Německý překlad knihy Taškent, chlebové město (Taschkent, die brotreiche Stadt) figuruje na seznamu knih spálených nacisty v roce 1933.